# Kamienica przy ulicy św. Antoniego 26 we Wrocławiu
Kamienica przy ulicy św. Antoniego 26 – zabytkowa kamienica przy ulicy św. Antoniego we Wrocławiu.

## Opis architektoniczny

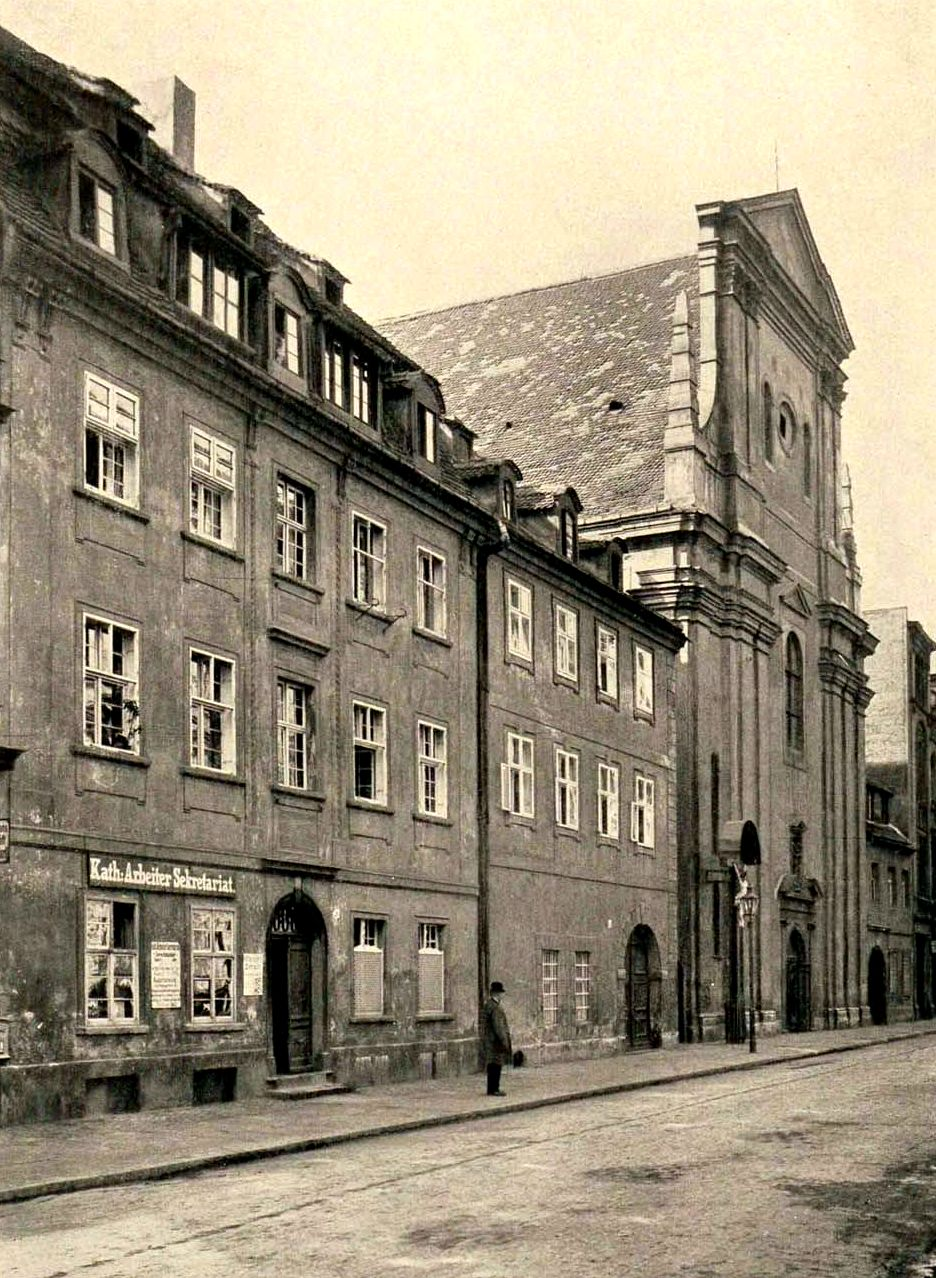
Kamienica w latach 1900–1920 (po lewej)

Budynek został wzniesiony w XVI wieku. W XVIII wieku i ok. 1846 kamienica została przebudowywana. W latach 1848–1945 w kamienicy znajdował się klasztor sióstr elżbietanek. W kolejnych latach znajdował się tu szpital i dom starców. W 1971 roku kamienica została wyremontowana. Ostatni remont miał miejsce w 2011 roku. Obecnie jest to budynek mieszkalny.